# Torre Zucchetti
La Torre Zucchetti è un grattacielo di Lodi di 14 piani alto 60 metri. Ospita gli uffici dell'omonima azienda.

## Storia

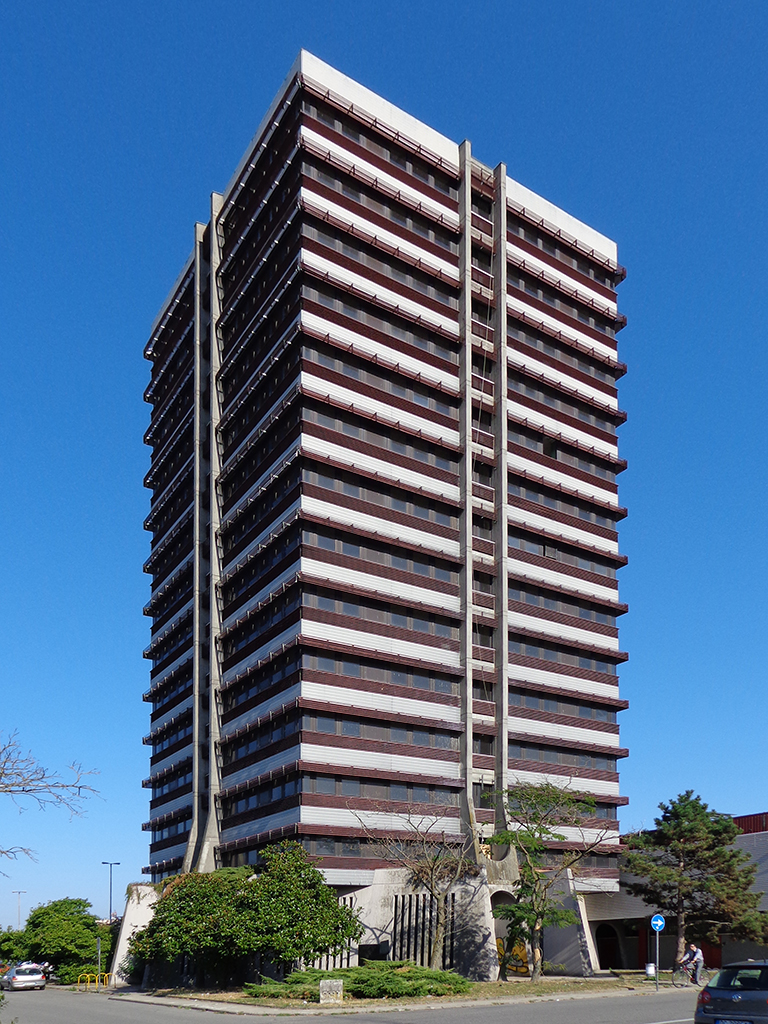
La torre prima dei lavori di ricostruzione

L'edificio è stato costruito negli anni 70 per ospitare gli uffici dell'adiacente centro commerciale. Successivamente è stato adibito a sede provvisoria della Provincia di Lodi dalla sua costituzione fino al 2004. In questi anni l'edificio era conosciuto con il nome di Pirellino.
Dal 2013 al 2017, è stato completamente ristrutturato dalla Zucchetti, divenuta proprietaria dell'immobile, per ospitare una delle sue sedi. L'inaugurazione è avvenuta il 23 giugno 2017.

## Il progetto

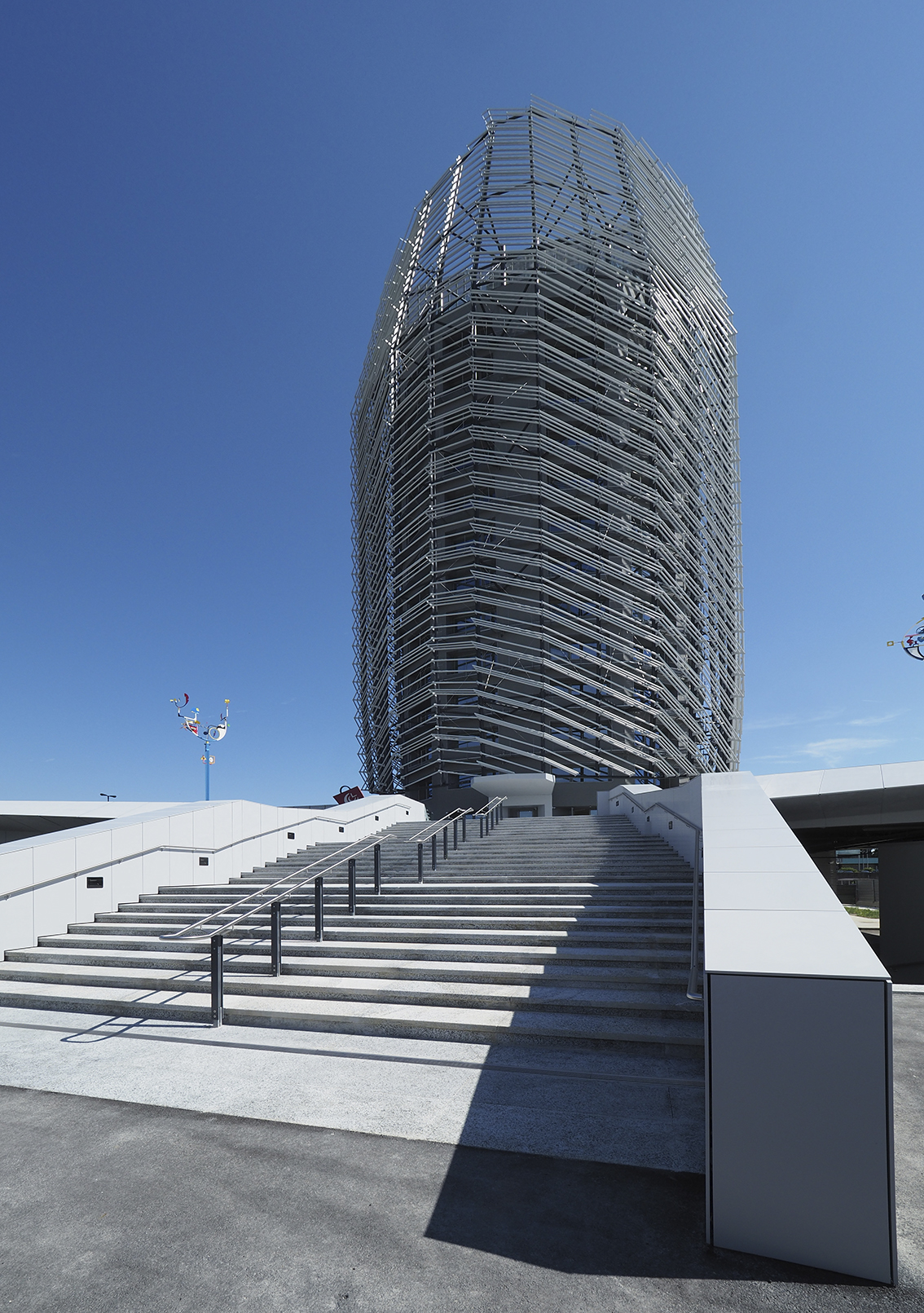
Torre Zucchetti, vista dalla scalinata

L’intervento prevede la rifunzionalizzazione degli spazi per un nuovo impiego ad uffici. Da un punto di vista compositivo il progetto si compone di un grande involucro trasparente a forma minerale. Esso è lambito da una trama metallica esterna disegnata secondo le esigenze protettive dettate dalle diverse esposizioni solari. 
La sostenibilità dell’idea progettuale è guidata da strategie combinate di risparmio energetico e di attenzione al benessere dei fruitori. 
In particolare vengono adottate soluzioni passive di elevato isolamento termico, ventilazione naturale attivata tramite camino solare, impiego di energie rinnovabili, protezione solare, diffusione del verde all'interno e all'esterno dell’edificio.
L’architettura del complesso genera un sistema riconoscibile grazie a un volume fluido e traslucido, rivestito dalla trama avvolgente. Un involucro naturale caratterizzato dalle sue linee vibranti: “onde cerebrali” pensate per rappresentare l’essenza del lavoro intellettuale. 

### Concept
Il progetto prende spunto dalla volontà di avvolgere il volume della torre proteggendola con un drappo. A tale scopo si è pensato a una struttura a rete morbida e sinuosa, realizzata impiegando una famiglia di tubi curvi in grado di creare una forma mossa e naturale applicata molto al di là della facciata.
La forma del frangisole è legata allo studio del tracciato solare. La torre si presenta come un cristallo protetto da una nuova rete le cui maglie seguono le esigenze di incidenza solare rispetto alle varie esposizioni. Un involucro naturale caratterizzato dalle sue linee vibranti: "onde cerebrali" pensate per rappresentare l'essenza del lavoro intellettuale. 
Il complesso è appoggiato su una piastra contenente vasche d'acqua e attraversata dal percorso pedonale principale.
Il design del progetto è caratterizzato da un sistema che integra la fluidità delle linee del frangisole con il rigore costruttivo della loro struttura portante. Una struttura spaziale tridimensionale costituita da una serie di travi reticolari sorrette da cavi è in grado di sostenere il complesso sistema delle pale realizzate in acciaio.
Da un punto di vista compositivo il progetto si compone di un grande involucro trasparente contenente gli spazi dedicati alle funzioni intellettuali. La piastra di base, oltre a contenere le vasche d'acqua pensate per riflettere l'intera forma della torre, ospita un'edicola e alcuni servizi per la comunità locale.

### Funzione interna
Da un punto di vista funzionale, il progetto prevede la destinazione d’uso ad uffici. A tale scopo sono state allargate le superfici lungo i perimetri dei piani e si è deciso di migliorare l’accesso verticale alla costruzione attraverso la ristrutturazione della scala interna e l'introduzione di due nuovi ascensori.
Sono stati previsti due nuovi accessi alla torre, per conferirle maggiore flessibilità: il primo, per i dipendenti, si trova al piano terra ed è direttamente collegato al parcheggio e ai servizi di trasporto pubblico.
Il secondo ingresso invece, per i visitatori, si trova al primo piano.
La torre contiene inoltre un training center collocato all'interno dei due livelli immediatamente adiacenti alla hall visitatori e una sala meeting affacciata al terrazzo dell'ultimo piano.
Da un punto di vista distributivo la pianta del piano tipo è stata pensata per essere impiegata indifferentemente con sistema ad "open space" oppure uffici chiusi. Entrambi gli usi gravitano attorno a un corridoio che circonda il nucleo della torre, tale corridoio conduce a servizi igienici, ascensori e vano scale.

### Materiali
I materiali impiegati come finitura esterna dell'edificio sono stati scelti in riferimento alle loro caratteristiche di sostenibilità legate alle produzione, alla durata e alla facile manutenzione. In particolare le facciate sono rivestite con uno strato di materiale isolante al quale è applicato un pannello di fibro-cemento. 
L'intero sistema strutturale della torre serve anche come supporto della tensostruttura spaziale che sorregge le pale frangisole.
Tale insieme è costituito da elementi in acciaio verniciato ed è collegato all'insieme di pale frangisole costituite da tubi rettilinei in acciaio. L'insieme dei frangisole costituisce un oggetto tridimensionale caratterizzato da linee fluide realizzate attraverso un insieme di pale rettilinee poste in direzione reciprocamente inclinata. 
I materiali di finitura della pavimentazione interna sono costituiti da elementi in gres porcellanato, mentre infissi e serramenti sono in alluminio.

### Strategie di Sostenibilità
-	Ottimizzazione delle performance energetiche (energia locale): un impianto fotovoltaico ad alta efficienza (120 kW) copre gran parte della facciata opaca a Sud e parte del tetto, producendo 120 kwh / anno.
-	Ventilazione naturale: l’aria dall’esterno viene filtrata e utilizzata per rinfrescare gli ambienti durante le ore notturne.
-	Energia geotermica: una pompa di calore ad alta efficienza utilizza le acque sotterranee a 13°C per fornire il riscaldamento e il raffreddamento all’edificio, il tutto con un impatto ambientale pari a zero.
-	Comfort termico e di illuminazione: trattandosi di un edificio collocato in una zona con clima continentale, il consumo di energia predominante è dovuta al raffreddamento e all’illuminazione artificiale. La strategia è stata quindi quella di garantire una buona protezione solare, preservando la luce naturale negli spazi occupati in combinazione con la ventilazione naturale, e utilizzando sistemi HVAC e di illuminazione ad alta efficienza.
-	Frangisole: la protezione solare esterna è fornita da dispositivi di ombreggiatura disegnati su misura, di varie forme in base ai diversi orientamenti della facciata. È stato adottato un trattamento superficiale particolare per ridurre i riflessi.
Vetri ad alte prestazioni forniscono al tempo stesso una buona protezione solare e un’alta trasmissione per una buona illuminazione naturale.
-	Eco sostenibilità: la struttura dell'edificio era pre-esistente ed è stata completamente mantenuta; questo fatto, insieme alla quasi assenza di controsoffitti riduce notevolmente la quantità di materiali necessari rispetto a un edificio convenzionale.
I materiali da costruzione impiegati hanno le seguenti caratteristiche volte alla sostenibilità:
o	50% materiali locali;
o	75% materiali riciclabili;
o	80% isolamento della copertura tramite fonti rinnovabili;
100% di legno certificato da fonti sostenibili (FSC o PEFC).